# Coffee City
Coffee City es un pueblo ubicado en el condado de Henderson en el estado estadounidense de Texas. En el Censo de 2010 tenía una población de 278 habitantes y una densidad poblacional de 16,13 personas por km².

## Geografía
Coffee City se encuentra ubicado en las coordenadas 32°7′39″N 95°28′17″O / 32.12750, -95.47139. Según la Oficina del Censo de los Estados Unidos, Coffee City tiene una superficie total de 17.24 km², de la cual 5.01 km² corresponden a tierra firme y (70.96%) 12.23 km² es agua.

## Demografía
Según el censo de 2010, había 278 personas residiendo en Coffee City. La densidad de población era de 16,13 hab/km². De los 278 habitantes, Coffee City estaba compuesto por el 58.99 % blancos, el 35.97 % eran afroamericanos, el 0 % eran amerindios, el 0 % eran asiáticos, el 0 % eran isleños del Pacífico, el 1.8 % eran de otras razas y el 3.24 % pertenecían a dos o más razas. Del total de la población el 9.35 % eran hispanos o latinos de cualquier raza.